# 圣乔治代科托
圣乔治德科托（法語：Saint-Georges-des-Coteaux，法語發音：[sɛ̃ ʒɔʁʒ de kɔto]）是法国滨海夏朗德省的一个市镇，属于桑特区。

## 地理
圣乔治德科托（45°45'47"N, 0°42'39"W）面积19.23 平方千米，位于法国新阿基坦大区滨海夏朗德省，该省份为法国西部滨海省份，北起旺代省，西临大西洋，南至吉倫特省，东南接多爾多涅省，东北接德塞夫勒省接壤，东临夏朗德省。
与圣乔治德科托接壤的市镇（或旧市镇、城区）包括：埃屈拉、莱塞萨尔、尼约勒莱桑特、桑特、普拉赛。
圣乔治德科托的时区为UTC+01:00、UTC+02:00（夏令时）。

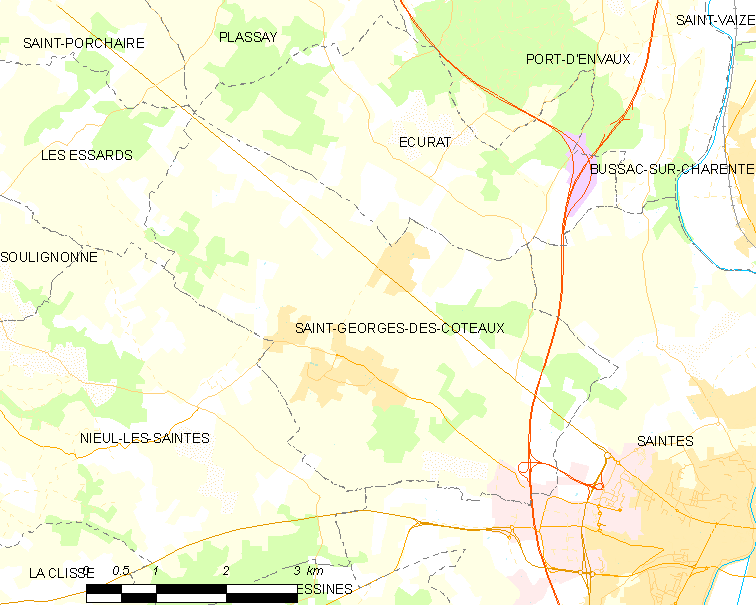
圣乔治德科托的OSM定位图

## 行政
圣乔治德科托的邮政编码为17810，INSEE市镇编码为17336。

## 政治
圣乔治德科托所属的省级选区为圣波谢尔县。

## 人口

1962-2008年间圣乔治德科托人口变化图示

圣乔治德科托于2022年1月1日时的人口数量为2840人。